# Прапроче-при-Гросуплєм
Прапроче-при-Гросуплєм (словен. Praproče pri Grosupljem) — поселення в общині Гросуплє, Осреднєсловенський регіон, Словенія. Висота над рівнем моря: 333,4 м.